# Teorema de Nielsen–Schreier
O Teorema de Nielsen-Schreier é um importante resultado da Teoria dos Grupos que demonstra que todo subgrupo de um grupo livre é livre sobre algum conjunto.

## Conjuntos fechados por prefixos
Seja {\displaystyle F=F(X)} um grupo livre sobre o conjunto {\displaystyle X}. Um subconjunto {\displaystyle A} de {\displaystyle F(X)} será dito fechado por prefixos quando para toda palavra {\displaystyle w=a_{1}a_{2}\ldots a_{r}\in A}, {\displaystyle a_{i}\in X\cup X^{-1}}, reduzida como escrita, temos {\displaystyle a_{1}\ldots a_{r-1}\in A}. Note que um subconjunto fechado por prefixos necessariamente contém a palavra vazia {\displaystyle 1}. (É verdade que o grupo livre é construído como o conjunto de classes de equivalência de palavras, mas é natural identificar uma classe com o único elemento em forma reduzida que contém.)

## Transversais de Schreier
Se {\displaystyle H} é um subgrupo do grupo livre {\displaystyle F(X)}, uma transversal à direita de {\displaystyle H} em {\displaystyle F(X)} será dita transversal de Schreier quando for um subconjunto fechado por prefixos. É um fato que, dado um subgrupo de um grupo livre, existe uma transversal de Schreier correspondente.

## O enunciado
Teorema. (Nielsen-Schreier)
Seja {\displaystyle F=F(X)} um grupo livre sobre o conjunto {\displaystyle X} e seja {\displaystyle H\leq F}. Fixe uma transversal à direita {\displaystyle {\mathcal {T}}} para {\displaystyle H} em {\displaystyle F} e, dado um elemento {\displaystyle w\in F}, seja {\displaystyle {\overline {w}}} o único elemento de {\displaystyle {\mathcal {T}}} tal que {\displaystyle {\overline {w}}w^{-1}\in H}. Assuma-se que {\displaystyle {\overline {1}}=1}. Então
- O subgrupo {\displaystyle H} é gerado pelo conjunto {\displaystyle {\big \{}(tx)({\overline {tx}})^{-1}\mid t\in {\mathcal {T}},x\in X{\big \}}}.

A cada elemento não-idêntico do conjunto dos {\displaystyle (tx)({\overline {tx}})^{-1}}, {\displaystyle t\in {\mathcal {T}},x\in X}, associe um símbolo {\displaystyle y_{t,x}} e forme o conjunto {\displaystyle Y=\{y_{t,x}\}}.
- Se a transversal {\displaystyle {\mathcal {T}}} for uma transversal de Schreier, o epimorfismo {\displaystyle \alpha :F(Y)\twoheadrightarrow H} que estende {\displaystyle y_{t,x}\mapsto (tx)({\overline {tx}})^{-1}} é um isomorfismo. Em outras palavras, o (sub)grupo {\displaystyle H} é livre, livremente gerado por {\displaystyle Y^{\alpha }}. Vale também que {\displaystyle H} tem posto {\displaystyle \operatorname {rank} F(Y)=\operatorname {card} Y=(\operatorname {card} X)[F:H]-[F:H]+1}.

A substância do Teorema está no segundo item. Com efeito, o que se afirma no primeiro item independe da liberdade do grupo em questão. Temos então a seguinte
Afirmação. Seja {\displaystyle G} um grupo gerado pelo subconjunto {\displaystyle S}. Se {\displaystyle H\leq G} e {\displaystyle {\mathcal {R}}} é uma transversal à direita para {\displaystyle H} em {\displaystyle G} com {\displaystyle {\overline {1}}=1}, então {\displaystyle H=\langle {\overline {rs}}\left(rs\right)^{-1}\mid r\in {\mathcal {R}},s\in S\rangle }.
Para ver por que a afirmação segue, note-se primeiro que {\displaystyle {\overline {rs^{-1}}}{\big (}rs^{-1}{\big )}^{-1}=r^{\prime }sr^{-1}=(r^{\prime }s){\overline {r^{\prime }s}}^{-1}{\overline {r^{\prime }s}}r^{-1}=(r^{\prime }s){\overline {r^{\prime }s}}^{-1}}, pois {\displaystyle {\overline {r^{\prime }s}}=r} se {\displaystyle r^{\prime }={\overline {rs^{-1}}}}. Portanto se {\displaystyle s_{1}^{\epsilon _{1}}s_{2}^{\epsilon _{2}}\ldots s_{r}^{\epsilon _{r}}\in H}, podemos realizar o seguinte malabarismo simbólico: {\displaystyle s_{1}^{\epsilon _{1}}s_{2}^{\epsilon _{2}}s_{3}^{\epsilon _{3}}\ldots ={\big (}s_{1}^{\epsilon _{1}}{\overline {s_{1}^{\epsilon _{1}}}}^{-1}{\big )}{\big (}{\overline {s_{1}^{\epsilon _{1}}}}s_{2}^{\epsilon _{2}}{\overline {{\overline {s_{1}^{\epsilon _{1}}}}s_{2}^{\epsilon _{2}}}}^{-1}{\big )}{\Big (}{\overline {{\overline {s_{1}^{\epsilon _{1}}}}s_{2}^{\epsilon _{2}}}}s_{3}^{\epsilon _{3}}{\overline {{\overline {{\overline {s_{1}^{\epsilon _{1}}}}s_{2}^{\epsilon _{2}}}}s_{3}^{\epsilon _{3}}}}^{-1}{\Big )}{\overline {{\overline {{\overline {s_{1}^{\epsilon _{1}}}}s_{2}^{\epsilon _{2}}}}s_{3}^{\epsilon _{3}}}}\ldots }
Continuando, obtemos {\displaystyle s_{1}^{\epsilon _{1}}s_{2}^{\epsilon _{2}}\ldots s_{r}^{\epsilon _{r}}=av}, onde {\displaystyle a} está no subgrupo gerado proposto e {\displaystyle v\in {\mathcal {R}}}. Como o subgrupo gerado claramente é subgrupo de {\displaystyle H}, temos {\displaystyle v\in H}, donde {\displaystyle v=1}, finalizando o argumento. Como corolário, obtemos que são finitamente gerados subgrupos de índice finito de grupos finitamente gerados; além disso, o número mínimo de geradores de tal subgrupo é majorado pelo produto de seu índice pelo número mínimo de geradores do grupo que o contém.
Note que, em geral, para uma transversal {\displaystyle T} com {\displaystyle {\overline {1}}=h\in H}, temos a transversal {\displaystyle h^{-1}T} na qual {\displaystyle {\overline {\overline {1}}}=1}; claramente {\displaystyle {\overline {\overline {g}}}=h^{-1}{\overline {g}}} (barras duplas evidentemente se referem à nova transversal). Logo o conjunto gerador obtido nas considerações anteriores torna-se {\displaystyle {\big \{}h^{-1}(tx)({\overline {tx}})^{^{\scriptstyle -1}}\!h\mid t\in T,x\in X{\big \}}}.

## O Teorema de Schreier-Reidemeister
O Teorema de Nielsen-Schreier permite exibir uma apresentação de um subgrupo a partir de uma para o grupo que o contém. Para isso, temos o seguinte
Teorema. (Schreier-Reidemeister)
Seja {\displaystyle G} o grupo apresentado {\displaystyle \langle X\mid R\rangle }, isto é, {\displaystyle G=F(X)/\langle R\rangle ^{F(X)}}, o subgrupo pelo qual estamos fatorando sendo o fecho normal do subgrupo gerado pelo conjunto {\displaystyle R\subset F(X)} de relatores. Seja {\displaystyle H} um subgrupo de {\displaystyle G} e seja {\displaystyle K} a pré-imagem de {\displaystyle H} em {\displaystyle F(X)}. Se {\displaystyle \theta :K\to F(W)} é um isomorfismo de {\displaystyle K} com o grupo livre sobre o conjunto {\displaystyle W} e se {\displaystyle T} é uma transversal qualquer de {\displaystyle K} em {\displaystyle F(X)}, então temos a apresentação {\displaystyle H\cong \langle W\mid S\rangle }, onde o conjunto {\displaystyle S} de relatores é {\displaystyle S={\big \{}(trt^{-1})^{\theta }\mid t\in T,r\in R{\big \}}}.
A demonstração é imediata pois temos a igualdade entre fechos normais {\displaystyle \langle R\rangle ^{F}=\langle tRt^{-1}\mid t\in T\rangle ^{K}}.
É também imediato o seguinte
Corolário. São finitamente apresentáveis subgrupos de grupos finitamente apresentáveis que possuem índice finito.
Haja vista que o índice da pré-imagem será finito, implicando que o será também o posto da pré-imagem como grupo livre; além disso, {\displaystyle \operatorname {card} S\leq [G:H](\operatorname {card} R)}.

## Um critério para infinitude
O objetivo nesta seção é provar o seguinte
Teorema. Seja {\displaystyle G\cong \langle x_{1},x_{2},\ldots ,x_{r}\mid w_{1}^{m_{1}},w_{2}^{m_{2}},\ldots ,w_{s}^{m_{s}}\rangle }. Suponha que {\displaystyle \mathop {\textstyle {\sum }} _{i=1}^{s}\textstyle {\frac {1}{m_{i}}}\leq r-1}. Se houver um grupo {\displaystyle P} e um epimorfismo {\displaystyle \theta :G\twoheadrightarrow P} tal que a ordem do elemento {\displaystyle w_{i}^{\theta }\in P} é precisamente {\displaystyle m_{i}}, então o grupo {\displaystyle G} é infinito.
Começaremos com um
Lema. Se {\displaystyle G} tem apresentação {\displaystyle G\cong \langle X\mid R\rangle }, com {\displaystyle X,R} conjuntos finitos e {\displaystyle \operatorname {card} X>\operatorname {card} R}, então a abelianização {\displaystyle G_{\textrm {ab}}=G/[G,G]} possui infinitos elementos. Em particular, {\displaystyle G} é um grupo infinito.
Prova. Seja {\displaystyle X=\{x_{1},\ldots ,x_{n}\}}, {\displaystyle \operatorname {card} X=n}. Passando para a abelianização e adotando a notação aditiva, podemos ver os relatores em {\displaystyle R} como polinômios homogêneos de grau {\displaystyle 1} em {\displaystyle \mathbb {Q} [x_{1},\ldots ,x_{n}]} — de fato, em {\displaystyle \mathbb {Z} [x_{1},\ldots ,x_{n}]}. Por exemplo, o relator {\displaystyle x_{1}^{3}x_{2}^{-1}x_{3}^{7}x_{1}^{-2}x_{4}} deve corresponder ao polinômio {\displaystyle 3x_{1}-x_{2}+7x_{3}-2x_{1}+x_{4}=x_{1}-x_{2}+7x_{3}+x_{4}}. É fato elementar da Álgebra Linear que existe um elemento em {\displaystyle (\mathbb {Q} \times \mathbb {Q} \times \dots \times \mathbb {Q} )\smallsetminus \{0\}} que anula todo elemento de {\displaystyle R} (heurística: há mais incógnitas do que equações); existe, pois, um elemento em {\displaystyle \mathbb {Z} ^{n}\smallsetminus \{0\}} que anula todo elemento de {\displaystyle R} (multiplique a solução anterior por um inteiro adequado). Escolha uma solução {\displaystyle w=(w_{1},\ldots ,w_{n})\in \mathbb {Z} ^{n}\smallsetminus \{0\}}, digamos, com {\displaystyle w_{1}\neq 0}. O Teorema de von Dyck garante então que a associação {\displaystyle x_{i}\mapsto w_{i}} estende-se a um homomorfismo {\displaystyle \psi :G_{\textrm {ab}}\to \mathbb {Z} }. Possuindo {\displaystyle G_{\textrm {ab}}} uma imagem homomorfa infinita, uma vez que {\displaystyle \mathbb {Z} \cong \langle w_{1}\rangle \leq \operatorname {Im} \psi }, segue o Lema.
Prova do Teorema. Se {\displaystyle P} for infinito, não há nada a fazer. Suponha então {\displaystyle P} finito de ordem {\displaystyle n}, de forma que {\displaystyle H=\operatorname {Ker} \theta } tem índice finito {\displaystyle n} em {\displaystyle G}. Seja {\displaystyle K\vartriangleleft F(X)} a pré-imagem de {\displaystyle H} no grupo livre sobre {\displaystyle X}, {\displaystyle F/K\cong G/H\cong P}. Por Nielsen-Schreier, podemos escolher um isomorfismo {\displaystyle \beta :K\to F(Y)}, {\displaystyle \operatorname {card} Y=n(r-1)+1}. Por Schreier-Reidemeister, temos {\displaystyle H\cong {\big \langle }Y\,{\big \vert }\,\left(aw_{i}^{m_{i}}a^{-1}\right)^{\beta },i=1,2,\ldots ,s,a\in A{\big \rangle }}, o conjunto {\displaystyle A} sendo uma transversal à direita fixa para {\displaystyle K} em {\displaystyle F(X)}. Para cada {\displaystyle i=1,2,\ldots ,s} temos {\displaystyle n} relatores. A ideia principal da demonstração é encontrar relatores redundantes, de modo que o Lema venha à mão. Fá-lo-emos do seguinte modo: escolha um elemento da transversal, digamos {\displaystyle a_{0}\in A}. Note que as classes {\displaystyle Ka_{0},Ka_{0}w_{1},Ka_{0}w_{1}^{2},\ldots ,Ka_{0}w_{1}^{m_{1}-1}} são duas a duas distintas: caso não fossem, teríamos {\displaystyle Ka_{0}w_{1}^{\ell }=Ka_{0}} para algum {\displaystyle 0<\ell <m_{1}}. Por normalidade de {\displaystyle K}, ter-se-ia {\displaystyle w_{1}^{\ell }\in K}, donde, em {\displaystyle G}, {\displaystyle w_{1}^{\ell }\in H}, isto é, {\displaystyle {\big (}w_{1}^{\theta }{\big )}^{\ell }=1} — absurdo pois a ordem de {\displaystyle w_{1}^{\theta }} é {\displaystyle m_{1}}. Temos então {\displaystyle m_{1}} elementos de {\displaystyle A}, {\displaystyle a_{0},{\overline {a_{0}w_{1}}},{\overline {a_{0}w_{1}^{2}}},\ldots ,{\overline {a_{0}w_{1}^{m_{1}-1}}}}. Agora {\displaystyle {\overline {a_{0}w_{1}^{\nu }}}w_{1}^{m_{1}}{\overline {a_{0}w_{1}^{\nu }}}^{-1}={\overline {a_{0}w_{1}^{\nu }}}{\big (}a_{0}w_{1}^{\nu }{\big )}^{-1}{\big (}a_{0}w_{1}^{\nu }{\big )}w_{1}^{m_{1}}{\big (}a_{0}w_{1}^{\nu }{\big )}^{-1}{\big (}a_{0}w_{1}^{\nu }{\big )}{\overline {a_{0}w_{1}^{\nu }}}^{-1}=u_{\nu }(a_{0}w_{1}^{m_{1}}a_{0}^{-1})u_{\nu }^{-1}} para algum {\displaystyle u\in K}. Daí, os {\displaystyle m_{1}} relatores oriundos de tais elementos da transversal são mutuamente conjugados, logo, destes, precisamos de apenas um. Escolhendo um elemento da transversal diferente daqueles já obtidos, podemos repetir o argumento até a exaustão dos {\displaystyle n} relatores. Vê-se facilmente agora que são necessários apenas {\displaystyle n/m_{1}} dos relatores iniciais. Isso claramente se repete para {\displaystyle i=2,\ldots ,s}. Portanto, {\displaystyle H} tem uma apresentação com {\displaystyle n(r-1)+1} geradores e {\displaystyle (n/m_{1})+(n/m_{2})+\ldots +(n/m_{s})=n\mathop {\textstyle {\sum }} _{i=1}^{s}\textstyle {\frac {1}{m_{i}}}} relatores. Por hipótese, o número de geradores excede o número de relatores; apelando ao Lema, temos {\displaystyle H} infinito, finalizando a demonstração.
Exemplo. O grupo {\displaystyle \langle x,y\mid x^{4},y^{8},(xy)^{6}\rangle } é infinito. Temos {\displaystyle {\tfrac {1}{4}}+{\tfrac {1}{8}}+{\tfrac {1}{6}}\leq 1}. Considere as permutações {\displaystyle \pi _{1}=(1,2,3,4),\pi _{2}=(1,2,3,4,5,6,7,8),\pi _{1}\pi _{2}=(1,3,5,6,7,8)(2,4)} e escolha {\displaystyle P=\langle \pi _{1},\pi _{2}\rangle }. Em geral, o grupo {\displaystyle D(l,m,n)=\langle x,y\mid x^{l},y^{m},(xy)^{n}\rangle }, intimamente relacionado com certas tesselações triangulares de planos (no sentido amplo de geometrias Euclidianas ou não), é infinito se, e somente se, {\displaystyle {\tfrac {1}{l}}+{\tfrac {1}{m}}+{\tfrac {1}{n}}\leq 1}. É possível mostrar que, dada uma tripla {\displaystyle (l,m,n)} de inteiros maiores que {\displaystyle 1}, existem elementos {\displaystyle \gamma ,\delta } do grupo {\displaystyle \operatorname {PSL} (2,\mathbb {C} )} das transformações fracionais lineares do plano complexo estendido {\displaystyle {\tilde {\mathbb {C} }}=\mathbb {C} \sqcup \{\infty \}}, tais que {\displaystyle \operatorname {ord} (\gamma )=l}, {\displaystyle \operatorname {ord} (\delta )=m}, {\displaystyle \operatorname {ord} (\gamma \delta )=n}. Por outro lado, as únicas triplas daquela forma satisfazendo {\displaystyle {\tfrac {1}{l}}+{\tfrac {1}{m}}+{\tfrac {1}{n}}>1} são {\displaystyle (2,2,n)}, {\displaystyle (2,3,3)}, {\displaystyle (2,3,4)}, {\displaystyle (2,3,5)}. No primeiro caso, vê-se facilmente que se trata de um grupo diedral {\displaystyle D_{2n}}. Nos casos restantes, temos, respectivamente, {\displaystyle \operatorname {Alt} (4)}, {\displaystyle \operatorname {Sym} (4)}, {\displaystyle \operatorname {Alt} (5)}. Considere as permutações {\displaystyle \sigma =(1,2,3)}, {\displaystyle \tau =(2,4)(3,5)}, {\displaystyle \sigma \tau =(1,4,2,5,3)}. Note que {\displaystyle \sigma ^{\tau \sigma \tau }=(4,2,3)}, {\displaystyle \alpha :=\tau \sigma ^{\tau \sigma \tau }=(3,5,4)} e {\displaystyle \langle \tau ,\alpha \rangle \leq {\big (}\!\operatorname {Alt} (5){\big )}_{1}=\operatorname {Stab} (1)\cong \operatorname {Alt} (4)}. Em {\displaystyle \langle \tau ,\alpha \rangle }, temos {\displaystyle \langle \tau ,\tau ^{\alpha }\rangle =\langle (2,4)(3,5),(2,3)(5,4)\rangle \cong C_{2}\times C_{2}}; além disso as classes {\displaystyle \langle \tau ,\tau ^{\alpha }\rangle ,\langle \tau ,\tau ^{\alpha }\rangle \alpha ,\langle \tau ,\tau ^{\alpha }\rangle \alpha ^{2}} são duas a duas distintas e esgotam o espaço de classes {\displaystyle \operatorname {mod} \,\,\langle \tau ,\tau ^{\alpha }\rangle }, logo {\displaystyle \vert \langle \tau ,\alpha \rangle \vert =12}. Como {\displaystyle 5} e {\displaystyle 12} dividem a ordem de {\displaystyle \langle \sigma ,\tau \rangle \leq \operatorname {Alt} (5)}, temos a igualdade. Usando ideias similares, mas em {\displaystyle D(2,3,3)}, prova-se que {\displaystyle D(2,3,3)} é finito de ordem no máximo {\displaystyle 12}; portanto, {\displaystyle x\to \tau ,y\to \alpha } é um isomorfismo {\displaystyle D(2,3,3)\cong \operatorname {Alt} (4)}. Em {\displaystyle D(2,3,5)} há um subgrupo que é uma imagem homomorfa de {\displaystyle D(2,3,3)}, portanto é finito de ordem no máximo {\displaystyle 12}. Usando as potências de {\displaystyle xy} como representantes de classes módulo tal subgrupo, mostra-se que {\displaystyle D(2,3,5)} é finito de ordem no máximo {\displaystyle 12\cdot 5=60}, permitindo-nos concluir que {\displaystyle x\to \tau ,y\to \sigma } é um isomorfismo {\displaystyle D(2,3,5)\cong \operatorname {Alt} (5)}. Ideias inteiramente análogas mostram que {\displaystyle x\to (1,4)}, {\displaystyle y\to (1,2,3)} é um isomorfismo {\displaystyle D(2,3,4)\cong \operatorname {Sym} (4)}.

## Um último exemplo
Seja {\displaystyle G=\langle x,y\mid x^{3},y^{3},(xy)^{3}\rangle } e {\displaystyle H=\langle x^{-1}y,yx^{-1}\rangle \leq G}. Afirmo que {\displaystyle H} é um grupo Abeliano livre de posto {\displaystyle 2}, isto é, {\displaystyle H\cong \mathbb {Z} \oplus \mathbb {Z} }. Primeiro, temos {\displaystyle [G:H]=3}. De fato, {\displaystyle H\!\vartriangleleft G}, já que {\displaystyle xyx=(yx^{-1})^{-1}(x^{-1}y)^{-1}\in H} e {\displaystyle yxy=(yx^{-1})(x^{-1}y)\in H}; logo, o quociente {\displaystyle G/H} tem apresentação {\displaystyle \langle x,y\mid x^{3},y^{3},(xy)^{3},x^{-1}y,yx^{-1}\rangle \cong \langle x\mid x^{3}\rangle \cong \mathbb {Z} /3\mathbb {Z} }.
Seja {\displaystyle K} a imagem inversa de {\displaystyle H} em {\displaystyle F=F_{\{x,y\}}} (usar-se-á o mesmo símbolo para denotar um elemento de {\displaystyle F} e sua imagem em {\displaystyle G}; esperadamente, não haverá confusão). Temos a transversal de Schreier {\displaystyle {\mathcal {S}}=\{1,x,x^{2}\}\subset F} para {\displaystyle K}. Pelo Teorema de Nielsen-Schreier, {\displaystyle K\cong F_{\{a,b,c,d\}}} é livre de posto {\displaystyle 4=2\cdot 3-3+1}, com a associação {\displaystyle a\mapsto x^{3},b\mapsto yx^{-1},c\mapsto xyx^{-2},d\mapsto x^{2}y}  (estendendo-se a) um isomorfismo cuja inversa será denotada por {\displaystyle \delta :K\to F_{\{a,b,c,d\}}}. Calculando, temos {\displaystyle (x^{3})^{\delta }=a}, {\displaystyle (y^{3})^{\delta }={\big (}(yx^{-1})(xyx^{-2})(x^{2}y){\big )}^{\delta }=bcd},{\displaystyle {\big (}(xy)^{3}{\big )}^{\delta }={\big (}(xyx^{-2})(x^{3})(yx^{-1})(x^{2}y){\big )}^{\delta }=cabd},{\displaystyle (xy^{3}x^{-1})^{\delta }={\big (}(yx^{-1})^{x^{-1}}(xyx^{-2})^{x^{-1}}(x^{2}y)^{x^{-1}}{\big )}^{\delta }=(c)(da^{-1})(ab)=cdb}, {\displaystyle {\big (}x(xy)^{3}x^{-1}{\big )}^{\delta }={\big (}(x^{2}y)(xyx^{-2})(x^{3})(yx^{-1}){\big )}^{\delta }=dcab}, {\displaystyle {\big (}x^{2}y^{3}x^{-2}{\big )}^{\delta }={\big (}(x^{2}y)(yx^{-1})(xyx^{-2}){\big )}^{\delta }=dbc}, {\displaystyle {\big (}x^{2}(xy)^{3}x^{-2}{\big )}^{\delta }={\big (}x^{3}(yx^{-1})(x^{2}y)(xyx^{-2}){\big )}^{\delta }=abdc}. Note que os elementos de {\displaystyle F_{\{a,b,c,d\}}} obtidos de comprimento {\displaystyle 4} são permutações cíclicas uns dos outros, portanto são conjugados, logo constituem um conjunto de relatores redundantes, dos quais precisamos de apenas um; o mesmo vale para aqueles de comprimento {\displaystyle 3}. O gerador {\displaystyle a} some. Temos daí que {\displaystyle H\cong \langle b,c,d\mid bcd,bdc\rangle }. Finalmente, {\displaystyle b\in \langle c,d\rangle } e {\displaystyle [c,d]=1}; agora é fácil estabelecer, por exemplo, via Teorema de Von Dyck, um isomorfismo {\displaystyle H\cong \langle c,d\mid \![c,d]\rangle \cong \mathbb {Z} \oplus \mathbb {Z} }. Isso prova a afirmação inicial. Note que como subproduto desses argumentos, obtemos {\displaystyle G} como um produto semidireto {\displaystyle (\mathbb {Z} ^{2})\rtimes (\mathbb {Z} /3\mathbb {Z} )}.